# Savaş Yarbay
Savaş Yarbay (* 7. März 1946 in Istanbul) ist ein ehemaliger türkischer Fußballspieler.

## Karriere
Savaş Yarbay begann seine Karriere 1964 in der 2. Liga bei Kasımpaşa Istanbul. Dort spielte er bis zu seinem Wechsel 1966 zum Ligakonkurrenten Aydınspor. Für Aydınspor spielte der Mittelfeldspieler 105 Zweitligaspiele und erzielte 14 Tore. Im Sommer 1970 ging er zu Galatasaray Istanbul. Während seiner Zeit für Galatasaray war Yarbay Ergänzungsspieler und kam in drei Jahren zu 26 Erstligaspielen. In allen Spielzeiten mit Galatasaray wurde er türkischer Meister und 1973 türkischer Pokalsieger.
Nach der Zeit bei Galatasaray spielte Yarbay für jeweils ein Jahr bei Sivasspor, İspartaspor, Bandırmaspor und Beykozspor.

## Erfolge
Galatasaray Istanbul
- Türkischer Meister: 1971, 1972, 1973
- Türkischer Fußballpokal: 1973